# L'intrigo (film)
L'intrigo (Dark Purpose) è un film del 1964 diretto da George Marshall.
Il film è basato sull'omonimo romanzo di Doris Hume Kilburn.

## Distribuzione
La pellicola è stata distribuita nelle sale cinematografiche italiane a partire dal 3 aprile 1964.